# Leonid Bogdanow
Leonid Aleksandrowicz Bogdanow (ros. Леонид Александрович Богданов; ur. 23 czerwca 1927 w Moskwie, zm. 12 maja 2021 tamże) – radziecki szablista, brązowy medalista igrzysk olimpijskich i mistrzostw świata.
Na igrzyskach olimpijskich w Melbourne w 1956 roku reprezentacja ZSRR w składzie: Lew Kuzniecow, Jakow Rylski, Jewgienij Czeriepowski, Dawid Tyszler i Leonid Bogdanow zdobyła drużynowo brązowy medal. W zawodach indywidualnych nie wystartował. Był to jego jedyny występ olimpijski.
Podczas mistrzostw świata w Rzymie w 1955 roku razem z Kuzniecowem, Czeriepowskim, Rylskim i Tyszlerem zajął trzecie miejsce w zawodach drużynowych.
Walczył w II wojnie światowej. Odznaczony orderem Wojny Ojczyźnianej II stopnia i medalem „Za zwycięstwo nad Niemcami w Wielkiej Wojnie Ojczyźnianej 1941–1945”.